# Francesco Tiezzi
Francesco Tiezzi (Torrita di Siena, 24 novembre 1922 – 2017) è stato un architetto e urbanista italiano.

## Biografia
Nato a Torrita di Siena nel 1922, dopo aver frequentato a Firenze il liceo artistico e dopo una breve esperienza militare come allievo ufficiale dell'Aeronautica Militare a Pian del Lago a Siena dal 25 luglio all'8 settembre 1943, visse l'esperienza della Resistenza. Laureatosi alla Facoltà di architettura di Firenze nel 1948 con Giovanni Michelucci, con una tesi sul piano urbanistico di Torrita di Siena e lo sviluppo di un progetto di scuola elementare, frequentò lo studio del maestro insieme a Corinna Bartolini e Nereo De Mayer. Tale esperienza si interruppe al momento della partenza di Michelucci per l'ateneo bolognese. Tiezzi, che aveva già numerosi incarichi a Firenze e in Toscana, preferì privilegiare la carriera di progettista anziché tentare quella universitaria, alla quale, peraltro, lo stesso Michelucci lo aveva chiamato.
Nel dicembre 1949, neolaureato, superò il concorso per entrare nel ruolo degli architetti INA-Casa e iniziò la sua attività di progettista INA per edifici singoli nelle città e province di Firenze, Siena, Arezzo. In collaborazione con l'ingegner Ferdinando Poggi e gli architetti Mario Pellegrini e Sirio Pastorini ha lavorato al piano urbanistico della città satellite dell'Isolotto, a Firenze, e alle sistemazioni esterne di tutti i lotti costruiti (1952-1956). Contemporaneamente, ha affrontato piani regolatori di cittadine del senese: Pienza, Montepulciano, Torrita di Siena; in collaborazione con l'architetto romano Carlo Menichetti, il piano di Chiusi; con Carlo Aymonino e Marcello Girelli il piano di Sinalunga. A Firenze, negli stessi anni, ha iniziato un'intensa collaborazione con il Comune, prima come professionista esterno, poi assunto nei ruoli dell'ente presso l'ufficio del settore sportivo. Nel 1947, ancora laureando, Giovanni Michelucci lo mise in contatto con il sindaco Mario Fabiani per progettare gli impianti sportivi a Campo di Marte. Il marchese Luigi Ridolfi e l'ingegnere Fiorenzo De Reggi, vice capo del Comune, avevano ottenuto dall'autorità militare spazi nella zona per destinarli allo sport e la costruzione dello Stadio comunale progettato da Pier Luigi Nervi era stata la loro più grande vittoria.
Importanti realizzazioni di Tiezzi sono i due palazzi di Borgo San Jacopo, sulle rovine del dopoguerra: quello in angolo con via Guicciardini e quello sul lato opposto della strada, con il diretto affaccio sull'Arno, le cui progettazioni lo hanno portato a mediare fra le esigenze dell'ufficio tecnico comunale, quelle della locale soprintendenza ai monumenti e della commissione romana del competente ministero. Insieme al Gruppo Michelucci partecipò a Firenze alla prima versione del piano di Sorgane e, nel gruppo di progettisti guidati dall'architetto Silvano Cappelli, alla redazione del progetto per Mantignano, a Firenze, che tuttavia non ebbe esito. Nell'area dell'Isolotto, oltre agli edifici dei sei lotti assegnatigli personalmente o come componente del Gruppo Poggi e al 21° blocco di case popolari dello IACP, in via Torcicoda, Tiezzi ha progettato la scuola elementare della Montagnola, realizzata entro il 1963, dove ha sperimentato alcune delle idee maturate durante la redazione della sua tesi di laurea ed elaborate nel corso di lunghi soggiorni in Inghilterra. Durante gli anni sessanta, ha realizzato, anche insieme a Giuseppe Liverani, alcuni edifici nella zona dei Bassi, che formano un collegamento ideale fra l'Isolotto e la zona di Cintoia, dove allora nascevano le prime costruzioni.
Con Arnaldo Degli Innocenti ha ideato i centri sociali dell'Isolotto (con l'asilo nido annesso), con l'ingegner Colombo quelli di via Baracca e di Prato, non tutti realizzati. In collaborazione con Alberto Paoli e Giuseppe Liverani ha realizzato il Centro balneare di Campo di Marte (la Piscina Costoli) e con il solo Alberto Paoli l'attiguo Palazzo dello Sport (nato come piscina olimpionica per le ipotizzate olimpiadi fiorentine, in seguito trasformato in palazzetto); con Emanuele Marcelli la piscina Le Pavoniere (primavera del 1966). Sempre con Degli Innocenti ha redatto il progetto d'insieme per il Centro Tecnico Federale di Coverciano (1953-1958), costruito a Firenze invece che a Montecatini per le forti pressioni del marchese Luigi Ridolfi e dei suoi collaboratori. La realizzazione del progetto fu lunga e laboriosa: col ritiro di Degli Innocenti, a Francesco Tiezzi, direttore dei lavori, venne affiancato Giuseppe Paladini. La prima ditta appaltatrice, la Righi, Orsini e Settesoldi fallì e ad essa subentrò quella degli ingegneri Martini e Reggioli, che condusse a termine i lavori.
Tiezzi ha inoltre progettato il nuovo Ippodromo delle corse al galoppo del Visarno alle Cascine, il palazzetto universitario dello sport in via delle Montalve, la Palestra Valenti di via Taddeo Alderotti (1985), i palazzetti dello sport dei comuni di Poggio a Caiano (1979), Impruneta (1979), San Casciano in Val di Pesa (1980), Montelupo (1985), per lo più in collaborazione con l'architetto Franco Di Ferdinando. Alla sua collaborazione con il Comune di Firenze sono ascrivibili anche le micropiscine delle scuole alla Montagnola e Don Minzoni a Rifredi; con Alberto Paoli, la palestra per l'atletica pesante a Rifredi; con Alessandro Grassellini la palestra per la ginnastica a Sorgane; la palestra per il pugilato, progettata per la Montagnola e realizzata in via Baracca, tutte opere finanziate con i fondi giunti a Firenze dopo l'alluvione del 1966.